# Nil-Saint-Vincent-Saint-Martin
Nil-Saint-Vincent-Saint-Martin (wallon: Ni) est une section de la commune belge de Walhain située en Région wallonne dans la province du Brabant wallon.
Le centre géographique de la Belgique se situe sur son territoire, au lieu-dit « Le Tiège ». Nil-Saint-Vincent est arrosée par le Nil qui se jette dans l'Orne à Blanmont, affluent de la Dyle, bassin de l'Escaut.
Nil-Saint-Vincent-Saint-Martin comprend les localités de Nil-Saint-Vincent, Nil-Saint-Martin et Nil-Pierreux.

## Démographie
- Sources:INS, Rem:1831 jusqu'en 1970=recensements, 1976= nombre d'habitants au 31 décembre

## Histoire

### Seconde Guerre mondiale
En 1944, la Mission Marathon a hébergé plus de cent aviateurs alliés dans des camps établis secrètement en Ardenne. Beaucoup de ces aviateurs ont fait le trajet de Bruxelles vers Namur et puis vers l’Ardenne en se déplaçant à vélo, avec un guide. Une ligne cycliste partait de l’avenue de Tervueren vers Wavre puis Nil-Saint-Vincent. Là, dans le quartier des Hayettes, ils étaient restaurés et logés, avant de repartir le lendemain pour une longue étape vers Spy. A Spy, ils étaient pris en charge par des guides namurois, pour continuer ensuite leur périple vers les camps en Ardenne : Beffe, Acremont, Porcheresse, La Cornette (Bouillon), Villance et  Bohan.

## Enseignement
|  |  |